# Maria Scheiber
Maria Scheiber (* 31. Dezember 1961 in Ehenbichl) ist eine ehemalige österreichische Politikerin (Grüne). Sie war von 1999 bis 2012 Abgeordnete zum Tiroler Landtag.
Maria Scheiber besuchte von 1967 bis 1971 die Volksschule in Elmen und danach bis 1975 die Hauptschule in Elbigenalp. Nach dem Besuch der Landwirtschaftliche Landeshaushaltungsschule in Breitenwang von 1975 bis 1976 erlernte sie bis 1979 den Beruf der Bürokauffrau. Zwischen 1976 und 1995 arbeitete sie als Bürokauffrau, danach handelte sie bis 1996 mit Elektrowaren. Im Anschluss war sie von 1996 und 1999 Obfrau des Tourismusverbandes Elmen.
Scheiber engagierte sich gegen das Kraftwerk am Streimbach und war 1986 Mitgründerin der  Bürgerinitiative „ObAcht Lechtal“ gegen die Zerstörung des Lech. 1998 wurde sie in den Gemeinderat von Elmen gewählt, dem sie bis 2010 angehörte. Von März 1999 bis Mai 2012 war Maria Scheiber Abgeordnete zum Tiroler Landtag. Sie war Mitglied im Finanzausschuss und vertrat die Grünen ab 2003 im Ausschuss für Wirtschaft, Tourismus und Technologie. Zuvor war sie Mitglied des Ausschusses für Land- und Forstwirtschaft und Umwelt. 
Die Themenschwerpunkte von Scheiber lagen im Bereich Natur und Umwelt. Zudem war sie innerhalb der Grünen Abgeordneten für die Regionen Imst, Reutte und Landeck zuständig. Im Frühjahr 2012 übergab Scheiber ihr Mandat aus gesundheitlichen Gründen an die Grüne Landessprecherin Ingrid Felipe.